# آن رويال
آن رويال (بالإنجليزية: Anne Royall)‏ (11 يونيو 1769 - 1 أكتوبر 1854)؛ كاتِبة، صحفية وروائية أمريكية.

## روابط خارجية
- آن رويال على موقع الموسوعة البريطانية (الإنجليزية)